# إيرل برادلي
إيرل برادلي (بالإنجليزية: Earl Bradley) هو طبيب أطفال أمريكي، ولد في 10 مايو 1953 في فيلادلفيا في الولايات المتحدة.